# Adirondack Mountains
Die Adirondack Mountains oder Adirondacks sind ein Gebirge im nordöstlichen Teil des US-Bundesstaates New York. Es bildet einen Teil der Wasserscheide zwischen Sankt-Lorenz-Strom und Hudson River und bildet eine größere geologische Einheit mit den Laurentinischen Bergen, nördlich des Sankt-Lorenz-Strom. Geographisch werden die Adirondacks häufig den Appalachen zugerechnet.
Am östlichen Ende der Adirondack Mountains liegen die Seen Lake Champlain und Lake George. Das südliche Ende des Gebirges wird vom Mohawk Valley markiert. Im Westen wird es vom Black River begrenzt. Das Gebirge ist Teil des rund 24.000 km² großen Adirondack Park, der unter dem besonderen Schutz des Bundesstaates New York steht.

## Name
Die Wörter Haderondah und Ha-te-en-tox sind irokesischen Ursprungs und bedeuten „Baum-Esser“. Sie sind die pejorative Bezeichnung der Irokesen für die Algonquins, die dann zu Adirondack verballhornt wurde.

## Berge
Der höchste Berg der vielfach bewaldeten Gneis- und Granitkämme der Adirondack Mountains ist der Mount Marcy mit 1626 m (Lage), nach anderen Angaben auch 1629 m. Weitere Berge sind der Mount Haystack (1498 m, Lage) und der Mount Skylight (1495 m, Lage). Ein sehr bekannter Berg ist der Whiteface Mountain (1466 m, Lage) in der Nähe von Lake Placid, an dem sich die Pisten für die alpinen Skiwettbewerbe der Olympischen Winterspiele von 1980 befanden. Mit einer Höhendifferenz von ca. 1000 m sind hier die längsten Skiabfahrten auf dem amerikanischen Kontinent östlich der Rocky Mountains anzutreffen.

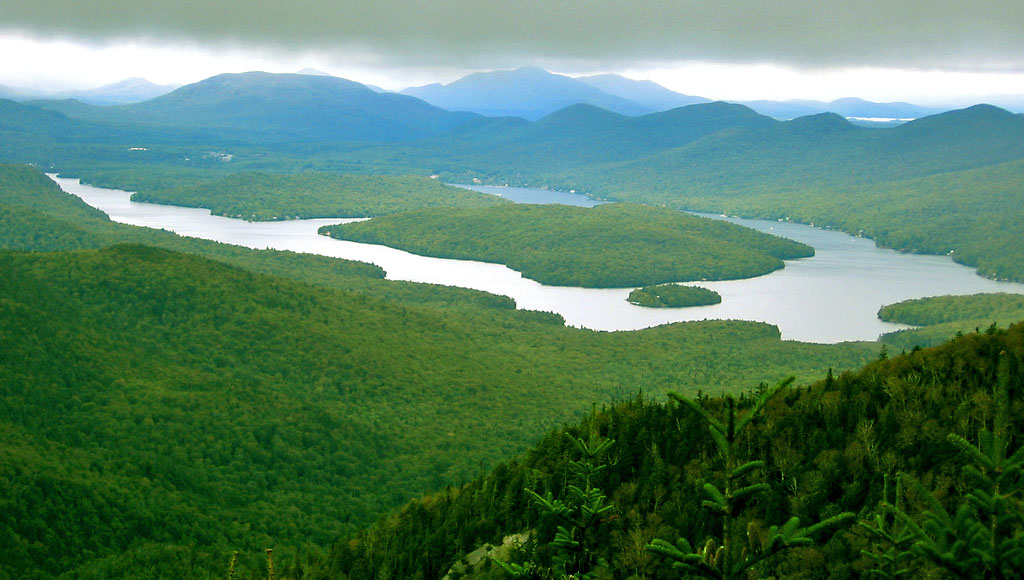
Lake Placid – See in den Adirondack Mountains
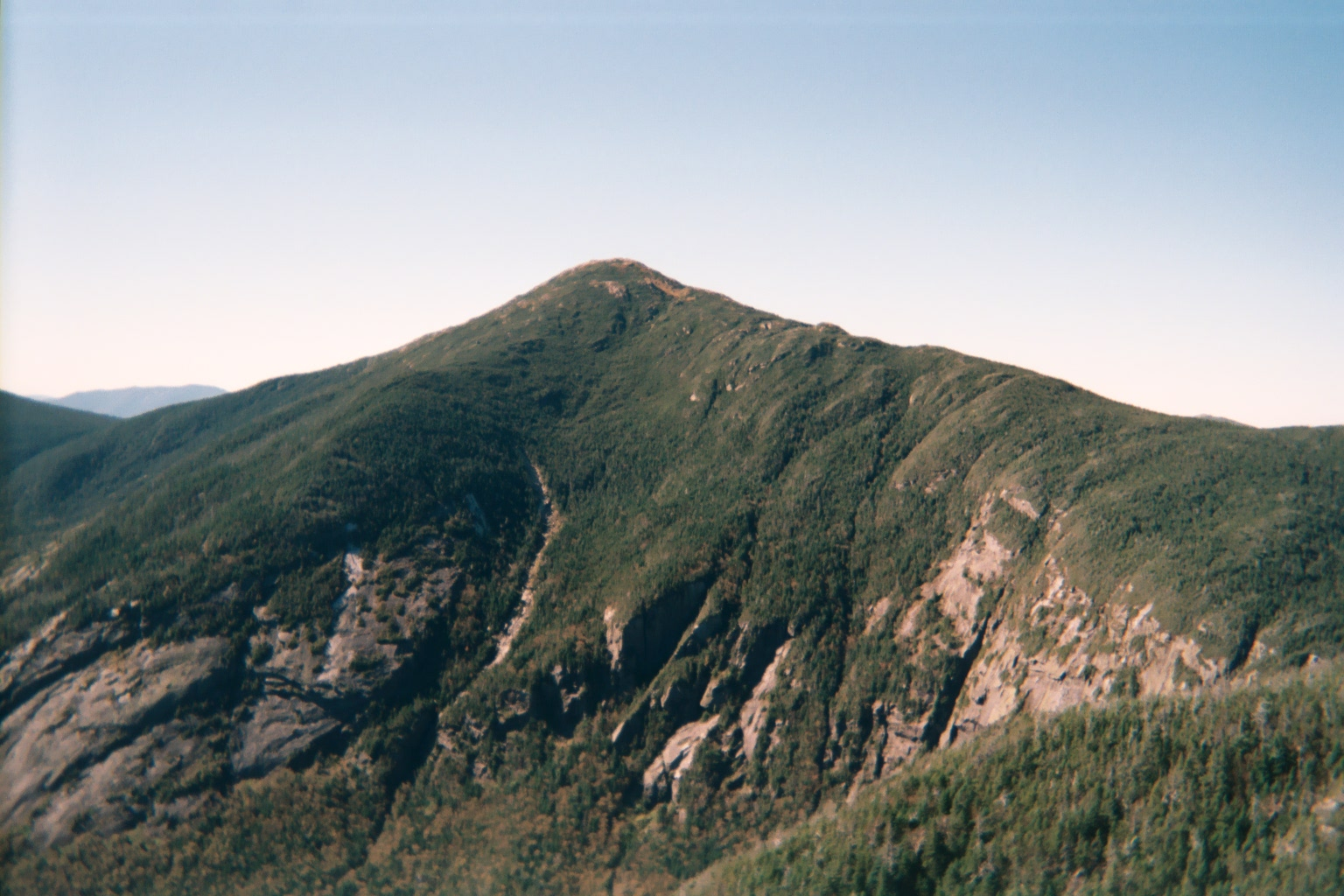
Mount Marcy
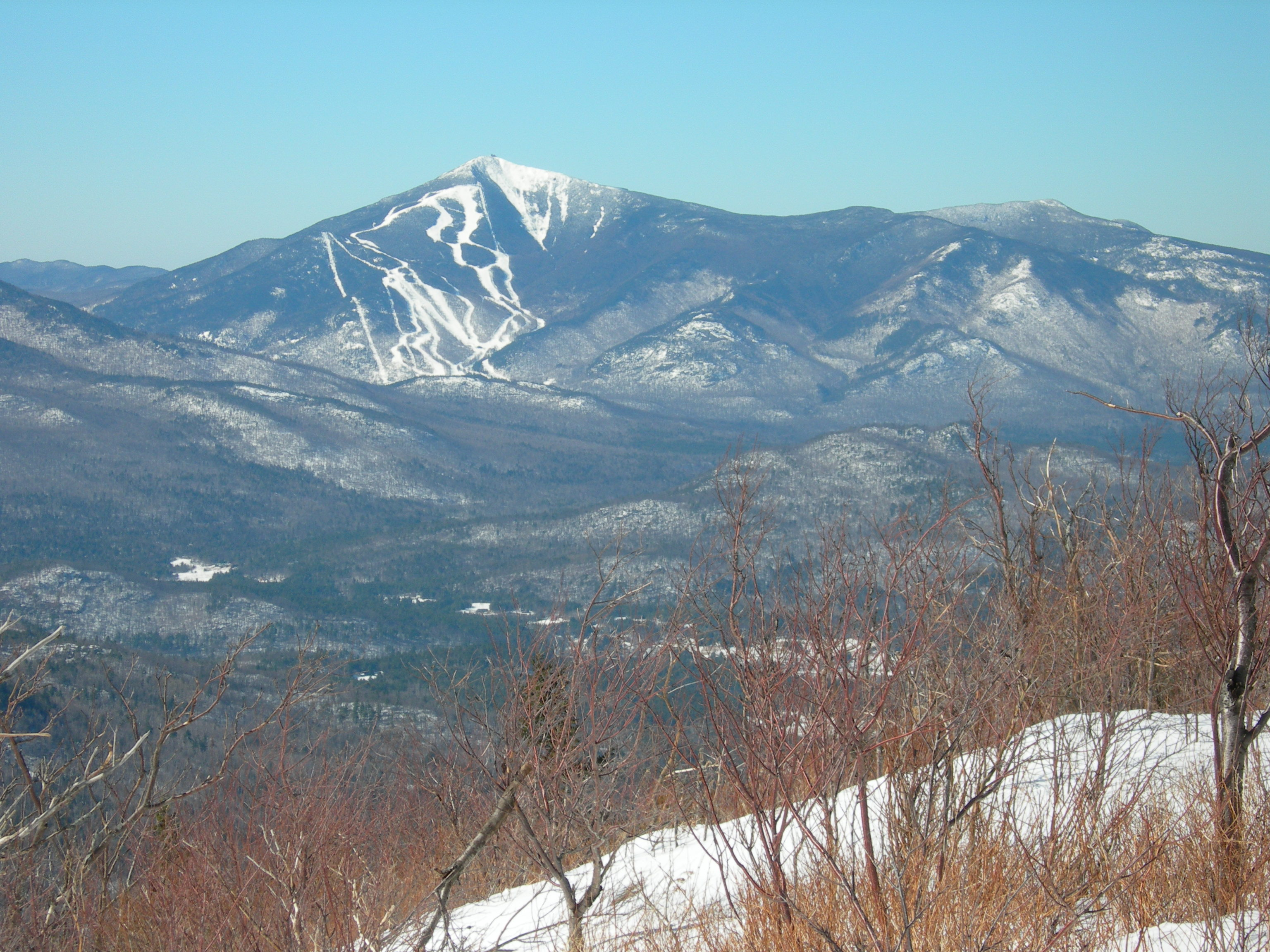
Whiteface Mountain

## Belege
1. 1 2  Mount Marcy. In: Geographic Names Information System. United States Geological Survey, United States Department of the Interior, abgerufen am 21. November 2014 (englisch).
2. 1 2  Adirondack Mountains. In: Geographic Names Information System. United States Geological Survey, United States Department of the Interior, abgerufen am 5. August 2012 (englisch).
3. ↑  Conradin Burga, Frank Klötzli und Georg Grabherr (Hrsg.): Gebirge der Erde – Landschaft, Klima, Pflanzenwelt. Ulmer, Stuttgart 2004, ISBN 3-8001-4165-5. S. 202–203.
4. ↑  Mount Marcy auf Peakbagger.com (englisch)
5. ↑  Mount Haystack. In: Geographic Names Information System. United States Geological Survey, United States Department of the Interior, abgerufen am 21. November 2014 (englisch).
6. ↑  Mount Skylight. In: Geographic Names Information System. United States Geological Survey, United States Department of the Interior, abgerufen am 21. November 2014 (englisch).
7. ↑  Whiteface Mountain. In: Geographic Names Information System. United States Geological Survey, United States Department of the Interior, abgerufen am 22. November 2014 (englisch).
8. ↑  1980 Winter Olympics official report. (PDF) Februar 1980, S. 20–28, abgerufen am 22. November 2014 (englisch/französisch).